# Ayenia abutilifolia
Ayenia abutilifolia là một loài thực vật có hoa trong họ Cẩm quỳ. Loài này được (Turcz.) Turcz. mô tả khoa học đầu tiên năm 1863.